# Zanthoxylum deremense
Zanthoxylum deremense är en vinruteväxtart som först beskrevs av Adolf Engler, och fick sitt nu gällande namn av J.O. Kokwaro. Zanthoxylum deremense ingår i släktet Zanthoxylum och familjen vinruteväxter. Inga underarter finns listade i Catalogue of Life.